# Любомир Любенов (кануист)
Вижте пояснителната страница за други личности с името Любомир Любенов.
Любомир Янков Любенов е известен български състезател по кану.

## Биография
Роден е на 26 август 1957 г. в град Пловдив. Първия му спортни тренировки са по волейбол. За гребане кану го спечелва треньора Видьо Чипилски. Първото му участие на голямо състезание е на юношеския шампионат през 1972 г., когато печели бронзов медал. Състезател е на ДФС „Тракия“ (Пловдив).
През 1977 г. е първото му международно състезание при мъжете на световното първенство в София. Гребе в една лодка с Борислав Ананиев и се нареждат на 5 място на 1000 м и 8 място на 500 м. Състезател на ДФС ЦСКА (София).
Първия му голям успех е на световното първенство през 1978 г. в Белград, където е световен шампион на кану С1 на 500 м. На Летните олимпийски игри в Москва е първи на 1000 м и втори на 500 м. След игрите на световното първенство в Нотингам през 1981 г. е бронзов медалист в двойка кану със Севдалин Илков. Прекратява спортната си кариера през 1982 г.
Обявен е за Спортист №1 на България за 1980 г. и почетен гражданин на Пловдив.

### Спортни постижения
- Световен шампион на кану С1 на 500 м. (1978)
- Световен вицешампион на кану С1 на 1000 м. (1979)
- Трето място в света на кану С1 на 500 м. (1979)
- Олимпийски шампион на кану С1 на 1000 м. (1980)
- Олимпийски вицешампион на кану С1 на 500 м. (1980)